# Tomoyoshi Ono
Tomoyoshi Ono (小野 智吉 Ono Tomoyoshi?, nacido el 12 de agosto de 1979 en Kanagawa) es un exfutbolista japonés. Jugaba de centrocampista y su último club fue el Yokohama FC de Japón.

## Trayectoria

### Clubes
| Club            | País  | Año         |
| --------------- | ----- | ----------- |
| Shonan Bellmare | Japón | 1998 - 2000 |
| Yokohama FC     | Japón | 2002 - 2010 |

## Palmarés

### Títulos nacionales
| Título    | Club        | País  | Año  |
| --------- | ----------- | ----- | ---- |
| J2 League | Yokohama FC | Japón | 2006 |